# 弗朗西丝·达福
弗朗西丝·达福（英語：Frances Dafoe，1929年12月17日—2016年9月23日），加拿大女子花样滑冰运动员。她曾代表加拿大参加1952年和1956年冬季奥林匹克运动会花样滑冰比赛，其中1956年冬季奥运会获得一枚银牌。